# КДТ-25
КДТ-25 (колёсный дождевальный трубопровод) — советская колёсная среднеструйная самоходная многоопорная дождевальная машина позиционного действия от гидрантов напорной сети или из открытых водоисточников. Создана в АзНИИГиМ в 1960-х годах. Серийное производство начато в 1971 году. Предназначена для полива зерновых, овощных, кормовых, технических культур, многолетних трав, лугов и пастбищ. Особенное распространение получила при поливе долголетних культурных пастбищ.
КДТ-25 состоит из двух крыльев с трубопроводами. На трубопроводе установлены среднеструйные дождевальные аппараты, которые разбрызгивают воду до расстояния 25—30 м от аппарата. Для передвижения трубопровода он снабжён колёсами. Передвижение крыльев машины с позиции на позицию осуществляется при помощи бензинового двигателя.

## Технические характеристики
- Длина одного крыла, м — 142
- Расход воды, л/с — 25
- Площадь орошения с одной позиции, га — 0,25—0,3
- Расстояние между оросителями, м — 300
- Мощность двигателя, л.с. — 3,5—4